# Renate Lingor

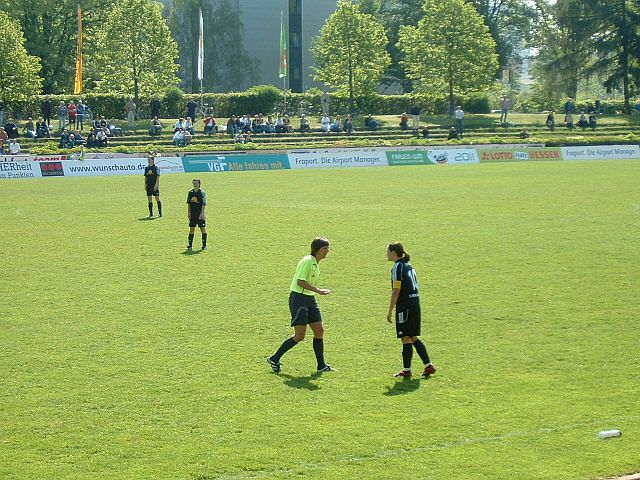
Lingor (Kapitänin) im Gespräch mit der Schiedsrichterin (2007)

Renate „Idgie“ Lingor (* 11. Oktober 1975 in Karlsruhe) ist eine ehemalige deutsche Fußballspielerin. Sie spielte von 1991 bis 2008 für den SC Klinge Seckach und den 1. FFC Frankfurt in der Bundesliga und von 1995 bis 2008 für die Nationalmannschaft.

## Leben

### Vereinsfußball
Renate Lingor begann 1981 beim SV Blankenloch. Dort spielte sie zwei Jahre lang gleichzeitig in der Jungen- und in einer Mädchenmannschaft. 1983 wechselte sie in die Nachwuchsabteilung des Karlsruher SC. 1989 wechselte sie zum SC Klinge Seckach, bei dem sie ihre Bundesligakarriere begann. Obwohl ihr andere Vereine wegen ihrer technischen Fähigkeiten Angebote machten, blieb sie acht Jahre bei dem Klub. Erst 1997 wechselte sie zur SG Praunheim, die als 1. FFC Frankfurt eine dominierende Rolle im deutschen Frauenfußball einzunehmen begann.
Im Pokalfinale 2008 erlitt Lingor eine Schultereckgelenksprengung (Tossy III), die zunächst ihre Teilnahme an den Olympischen Spielen 2008 in Peking zu gefährden drohte. Sie wurde aber rechtzeitig fit und daher für diese nominiert. Ihre aktive Vereinslaufbahn beendete sie mit der Saison 2007/08 beim 1. FFC Frankfurt.

### Nationalmannschaft
Bevor sie 1995 beim EM-Qualifikationsspiel gegen die Slowakei ihr Debüt in der A-Nationalmannschaft gab, spielte Lingor bereits 19 Mal in der deutschen U20-Auswahl. Die dribbelstarke Mittelfeldspielerin galt als sehr kreativ, hatte viel Übersicht und beherrschte den so genannten „tödlichen Pass“. Bekannt war sie ebenso für ihre gefährlichen Freistöße.
Beim Olympiaturnier 2000 in Sydney und besonders bei der Europameisterschaft 2001 war sie eine der Leistungsträgerinnen. Sie errang bei den Olympischen Spielen in Athen 2004 die Bronzemedaille, wo sie das entscheidende Tor beim 1:0 im Spiel um Platz 3 gegen Schweden erzielte. 2005 wurde sie zum zweiten Mal Europameisterin mit der Nationalmannschaft.
2006 belegte Lingor hinter der Brasilianerin Marta und der US-Amerikanerin Kristine Lilly den dritten Platz bei der Wahl zur FIFA-Weltfußballerin des Jahres. Am 21. August 2008 bestritt sie ihr 149. und letztes Länderspiel beim Bronzemedaillengewinn im olympischen Fußballturnier gegen Japan in Peking (2:0).

### Tätigkeit für den DFB
Lingor ist studierte Sportwissenschaftlerin. Seit 2006 arbeitet sie beim DFB in der neu gegründeten Abteilung für Schulfußball und war Botschafterin für die in Deutschland ausgetragene Fußball-Weltmeisterschaft der Frauen 2011.
Lingor ist Kuratoriumsmitglied der Sepp-Herberger-Stiftung.

### Persönliches
Lingors Eltern sind als Russlanddeutsche nach Deutschland übergesiedelt.

## Erfolge
- Weltmeisterin 2003 und 2007
- Europameisterin 2001, 2005
- Olympische Bronzemedaille 2000, 2004, 2008, Olympiateilnahme 1996
- Algarve-Cup Gewinnerin 2006
- UEFA-Cup-Siegerin 2002, 2006 und 2008 mit dem 1. FFC Frankfurt
- Deutsche Meisterin 1999, 2001, 2002, 2003, 2005, 2007 und 2008 mit dem 1. FFC Frankfurt
- Deutsche Pokalsiegerin 1999, 2000, 2001, 2002, 2003, 2007 und 2008 mit dem 1. FFC Frankfurt
- Hallencup-Siegerin 1997 und 1998 mit der SG Praunheim
- Hallencup-Siegerin 1999 und 2007 mit dem 1. FFC Frankfurt

## Ehrungen/Auszeichnungen
- 2007: Wahl in das All-Star-Team der WM
- 2008: Silbernes Lorbeerblatt
- 2014: Beste Hallenspielerin aller Zeiten[6]
- 2019: Aufnahme in die Hall of Fame